# غمار حلقي
غمار حلقي (الاسم العلمي: Gammarus annulatus) هو نوع من المفصليات يتبع جنس الغمار من الفصيلة الغمارية.